# Castello di Quero
Il castello di Quero, chiamato anche Castelnuovo, è un complesso fortificato risalente al XIV secolo situato lungo il Piave a Setteville nella frazione di Quero in Veneto.

## Storia
Noto popolarmente col nome di Castelnuovo, la fortificazione del castello di Querosi trova nell'omonima frazione del comune di Setteville. Fu costruito attorno al 1376 dal capitano della Serenissima Jacopo Cavalli per difendere l'area dalle incursioni degli austriaci da nord, e rimase a lungo funzionante anche come dogana per il passaggio fluviale. In precedenza, nelle vicinanze sorgeva un castello (denominato nelle cronache come Castelvecchio) che però sorgeva poco più a sud e che venne smantellato dopo l'assedio messo in atto nel 1196 dalle truppe di Gerardo de' Taccoli, vescovo di Belluno. I lavori di costruzione del nuovo castello terminarono nel 1379 quando il fortilizio divenne a tutti gli effetti operativo, con una guarnigione effettiva di diciotto soldati.
Il primo fatto d'arme che interessò concretamente il castello di Quero fu l'assalto effettuato nel 1411 da parte dell'esercito della città di Feltre che lo occupò per qualche tempo, sino a quando l'esercito della Serenissima non intervenne ad espugnarlo nuovamente, danneggiando in parte la torre maggiore.

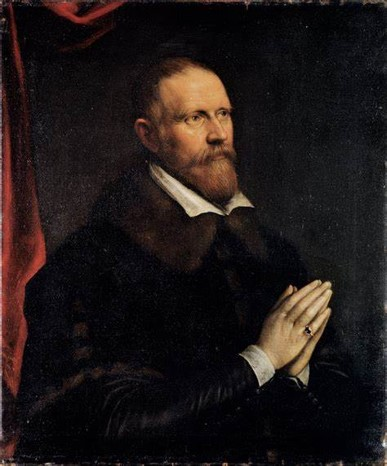
San Girolamo Emiliani fu castellano di Quero e prigioniero dei francesi nel medesimo fortilizio, dal quale venne liberato per intervento miracoloso della Madonna

Dopo la Guerra della Lega di Cambrai, durante la quale fu oggetto di contese militari, la struttura subì ulteriori danni nel corso della prima guerra mondiale quando, durante la Prima battaglia del Piave, il castello venne bombardato, assaltato e conquistato dagli austriaci.
Il fortilizio cominciò a decadere, venendo adibito dapprima ad osteria, quindi ad albergo, infine acquistato nel 1924 dalla congregazione dei padri Somaschi che lo restaurò completamente nel 1927 e vi istituì una casa e un luogo di culto. Quest'ordine è da sempre particolarmente legato al luogo dal momento che il suo fondatore, il nobile Gerolamo Miani, che era stato castellano proprio a Quero, venne fatto prigioniero dai francesi quando assaltarono il castello con quasi tremila fanti alla testa del generale albaneseMercurio Bua il 27 agosto 1511; Girolamo Miani venne quindi incatenato nelle segrete del suo stesso castello. Nella notte, avvicinatosi alla preghiera, fu miracolosamente liberato per intervento della Madonna e si recò a Treviso per donare le catene della sua prigionia alla Madonna miracolosa cui aveva fatto voto. Tradizionalmente, è attribuito a questo evento l'inizio della conversione di Miani che lo portò poi a fondare l'ordine dei Somaschi.

## Descrizione
La costruzione si articola in due grosse torri: la maggiore, fornita di caditoie, e la minore, poggiante direttamente sulla base del letto del Piave. Tra le due torri si trova ancora oggi un camminamento d'unione che sovrasta la principale strada carrozzabile di passaggio, fondamentale nei tempi antichi per il controllo dell'area. La torre più piccola, inoltre, era un tempo collegata ad un'altra torre (distrutta accidentalmente nel 1885), posta sulla riva opposta mediante una catena che regolava i traffici sul fiume.